# Geschichte Grönlands
Die Geschichte Grönlands umfasst die Entwicklungen auf dem Gebiet der Insel Grönland von der Urgeschichte bis zur Gegenwart. Sie begann mit der Einwanderung der ersten Inuit auf die größte Insel der Erde vor etwa 4400 Jahren. Später kamen die Nordmänner, die man „Grænlendingar“ nannte und die um 1550 aus bisher ungeklärten Gründen wieder verschwanden. Im 18. Jahrhundert folgte die Kolonisierung durch Dänemark. Seit dem 1. Mai 1979 genießt Grönland, ebenso wie die Färöer, eine weitgehende Autonomie innerhalb des dänischen Königreichs.

## Ur- und Frühgeschichte (bis 9. Jahrhundert)

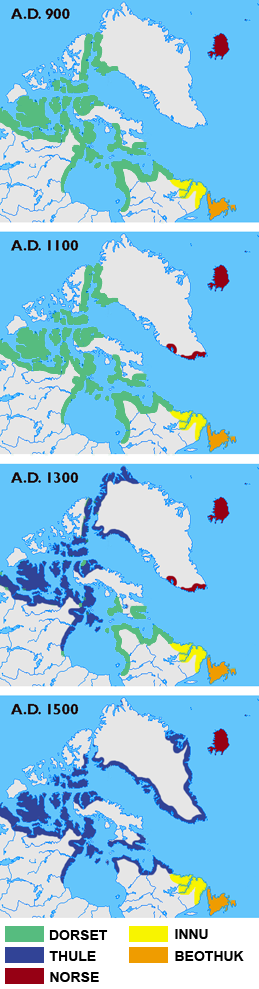
Besiedlung Grönlands von 900 bis 1500

Grönland wurde um etwa 2400 v. Chr. erstmals besiedelt. Die ersten Siedler entstammten der Denbigh-Kultur, die mit Ausgangspunkt Alaska in der nordamerikanischen Arktis lebten. Sie erreichten Grönland über Ellesmere Island und spaltete sich in Grönland auf. Ein Teil zog über die grönländische Nordküste nach Nordostgrönland und bildete dort die Independence-I-Kultur, deren Mitglieder als Moschusochsenjäger lebten. Die Independence-I-Kultur verschwand bereits um 2000 v. Chr. wieder, was auf die harten Lebensbedingungen zurückgeführt wurde, welche die kleine Bevölkerung durch eine kleine Verschlechterung der klimatischen Verhältnisse rasch vernichten konnte. Der andere Teil besiedelte Westgrönland und in kleinerer Zahl auch Ost- und Nordwestgrönland und bildete die Saqqaq-Kultur, deren Angehörige von der Robben- und Rentierjagd lebten. Am weitesten verbreitet war sie wohl in der Diskobucht. Die Saqqaq-Kultur verschwand um 800 v. Chr., was ebenfalls auf eine Klimaänderung und die damit veränderte Verfügbarkeit von Jagdtieren zurückgeführt wird.
In der folgenden Zeit war Grönland vermutlich wieder unbewohnt. Um 600 v. Chr. kam eine neue Besiedelungswelle aus Kanada, die die Dorset-Kultur bildete. Sie bewegte sich ähnlich wie die vorherige Kultur, sodass sich in Nordgrönland die Independence-II-Kultur abspaltete, während die eigentliche Dorset-Kultur sich in West-, Nordwest- und Ostgrönland niederließ. Die Independence-II-Kultur lässt sich letztmals 450 v. Chr. nachweisen, während die Dorsetkultur bis etwa Christi Geburt nachweisbar ist, ab dem 7. Jahrhundert jedoch erneut auftrat.

## Mittelalter (9. bis 15. Jahrhundert)

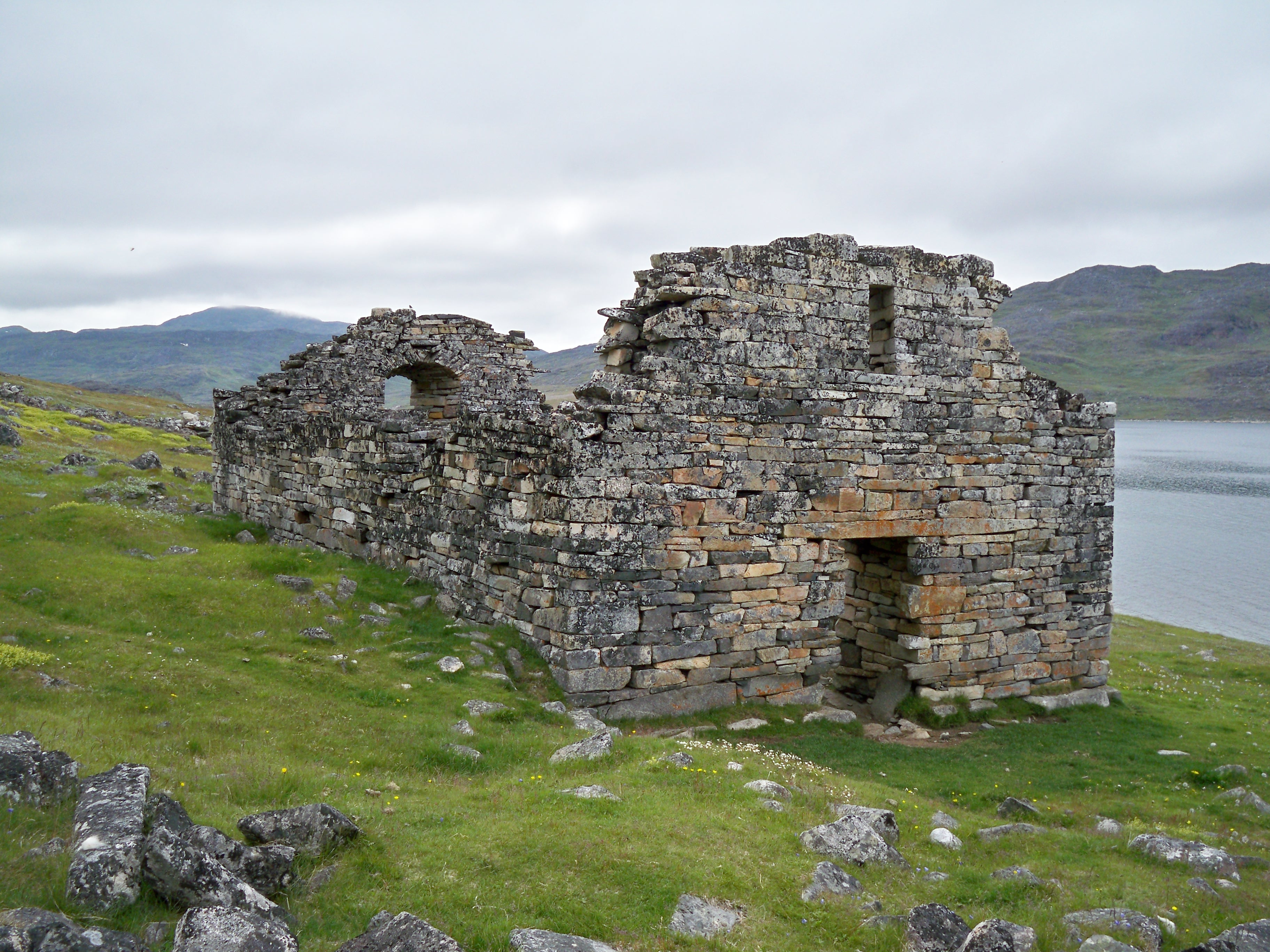
Die Kirche von Hvalsey in Qaqortukulooq (2014)

Vermutlich im späten 9. oder frühen 10. Jahrhundert entdeckten erstmals Europäer Grönland. Den Isländersagas zufolge sah der Norweger Gunnbjǫrn Úlfsson kráku Land westlich von Island, das als Gunnbjarnarsker („Gunnbjörnsschäre“) bekannt wurde, und bei dem man davon ausgeht, dass es sich um die grönländische Ostküste handelte. Der genaue Zeitpunkt der Entdeckung ist unbekannt, muss aber in Zusammenhang mit der Landnahme Islands gestanden haben und kann deswegen ungefähr datiert werden.
982 musste Erik der Rote (Eiríkr inn rauði) aus Island fliehen und fuhr westwärts, um das von Gunnbjǫrn gesehene Land zu finden, und landete schließlich im Südwesten Grönlands. Er gab der Insel ihren Namen Grænland (altnordisch für „Grünland“), was wahrscheinlich darauf zurückzuführen ist, dass aufgrund der mittelalterlichen Warmzeit im Küstengebiet eine üppigere Vegetation entstehen konnte, aber möglicherweise auch nur ein Euphemismus war, um potentielle Siedler zu motivieren. 986 erreichte Erik mit 14 Schiffen Südgrönland und begann dort eine Landnahme im Gebiet um Brattahlíð. In den folgenden Jahren zogen einige von ihnen weiter nach Norden, wo sie sich im Fjordkomplex des Nuup Kangerlua bei Nuuk niederließen. Die südliche Besiedelung wurde Eystribyggð genannt, die nördliche Vestribyggð.
Nachdem er sich in Norwegen zum Christentum hatte bekehren lassen, verbreitete Eriks Sohn Leif Eriksson (Leifr Eiríksson) im Jahr 1000 auch das Christentum in Grönland, woraufhin Kirchengebäude errichtet und in Garðar ein Bischof eingesetzt wurde. Leif hatte auf seiner Reise zufällig das nordamerikanische Festland entdeckt, das er Vinland nannte. Es entstand ein Handelsverkehr, der bis ins 14. Jahrhundert andauerte.
Vermutlich Ende des 12. Jahrhunderts kam eine neue eskimoische Besiedelungswelle aus Alaska nach Grönland, die sich erneut sowohl im Westen als auch im Osten niederließ. Diese Siedler gehörten der Thule-Kultur an und waren vor allem Walfänger, jagten jedoch auch Robben, fischten, fingen Vögel und jagten Rentiere und Moschusochsen. Der in Westgrönland lebende Teil bildete die Inussuk-Kultur. Es wird davon ausgegangen, dass sie in Grönland Kontakt mit der Dorset-Kultur hatten, deren Angehörige in Sagen als Torngit/Tornit bekannt sind, und diese letztendlich verdrängten. Ebenso ist der Kulturkontakt zwischen Inuit und Grænlendingar bewiesen.
Während in den ersten Jahrhunderten noch Handelsverkehr zwischen Grönland und Norwegen stattfand, zu dem sich die Grænlendingar 1261 zugehörig erklärt hatten, hörte dieser im 14. Jahrhundert auf. Mitte des 14. Jahrhunderts berichtete Ívarr Bárðarson, dass die Vestribyggð nicht mehr von Grænlendingar bewohnt war und er stattdessen dort Inuit vorgefunden hatte. Um 1500 erloschen die Grænlendingar, die im Laufe ihrer 500-jährigen Geschichte wohl maximal 2000 bis 3000 Personen ausgemacht hatten. Die Ursachen hierfür sind umstritten und werden in der aktuellen Forschung in zahlreichen Theorien diskutiert.

## Beginn der Walfängerzeit (16. Jahrhundert bis 1721)
Nachdem der Kontakt Europas mit den Siedlern auf Grönland 1408 abgerissen war, blieb die Insel wegen ihrer Unwirtlichkeit 300 Jahre lang wenig beachtet. Der englische Seefahrer John Davis landete 1585 auf der Suche nach der Nordwestpassage in der Nähe des heutigen Nuuk. Er nannte das Land Land of Desolation („Land der Trostlosigkeit“). Er umschiffte die Südspitze der Insel und gab dem Kap Farvel seinen Namen. In den folgenden zwei Jahren unternahm er zwei weitere Reisen nach Grönland. Daneben begann der Handel mit Waltran sich zu entwickeln, was das Interesse an den arktischen Meeresgebieten steigen ließ. Darüber hinaus hoffte man in Grönland Edelsteine, Gold und Silber zu finden. Unter Christian IV. gab es 1605, 1606 und 1607 drei Grönlandexpeditionen. Bedeutendster Teilnehmer war Steuermann James Hall, der 1612 eine vierte Fahrt nach Grönland unternahm, dort jedoch von den Inuit aus Rache über die Entführung ihrer Verwandten ermordet wurde. 1614 fuhr der Holländer Joris Carolus nach Grönland, da auch die Holländer am Walfang interessiert waren.
Obwohl Elisabeth I. schon 1583 die dänische Oberhoheit über Grönland anerkannt hatte, begannen ab dem frühen 17. Jahrhundert holländische, hamburgische und englische Walfänger vor Grönland zu fischen und Tauschhandel mit den Inuit zu betreiben. Dänemark-Norwegen war durch den Dreißigjährigen Krieg wirtschaftlich geschwächt und konnte keine bedeutende Rolle im grönländischen Walfang einnehmen. Der europäische Walfang in Grönland intensivierte sich mit dem abnehmenden Walfang vor Spitzbergen ab etwa 1700 und setzte sich bis weit in die Kolonialzeit bis etwa 1800 fort und sollte für Konflikte zwischen englischen und holländischen Walfängern und den Interessen der dänischen Kaufmänner in Grönland sorgen.

## Beginn der Kolonialzeit (1721 bis 1782)

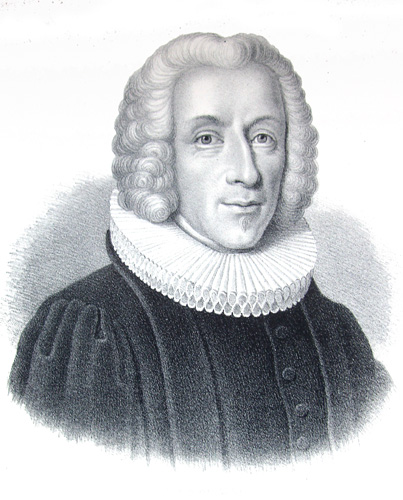
„Apostel der Grönländer“: Hans Egede (1686–1758)

1721 erhielt der norwegische Pastor Hans Egede vom dänischen König Friedrich IV. die Erlaubnis in Grönland eine Missionsstation zu errichten, um die dort lebenden Grænlendingar evangelisch zu missionieren. Man ging davon aus, dass sie vom Glauben abgefallen oder noch katholisch waren. Hans Egede gründete mit seiner Familie die Kolonie Haabets Ø in der Nähe von Kangeq und begann gemeinsam mit seinen Söhnen Poul und Niels mit der Mission der dortigen Inuit, nachdem er festgestellt hatte, dass die Grænlendingar verschwunden waren. Ein zweiter Stützpunkt in Nipisat wurde 1724 begründet, aber im Folgejahr von holländischen Walfängern zerstört. Die wirtschaftliche Lage des Projekts war anfangs katastrophal und führte 1727 zum Bankrott von Det Bergen Grønlandske Compagnie, der zuständigen Handelskompanie. Sie wurde durch Det Kongelige Grønlandske Dessein ersetzt, das die Versetzung der Kolonie, die Ausweitung auf andere Orte und eine militärische Verteidigung gegen die holländischen Walfänger anging. 1728 wurde Haabets Ø nach Nuuk versetzt und in Godthaab umbenannt. Nipisat wurde wieder aufgebaut und Claus Paarss mit der militärischen Verwaltung beauftragt. Der dänische Walfang in Grönland war völlig erfolglos und die Anwesenheit von Soldaten ohne Effekt, sodass man 1730 die Aufgabe von Nipisat beschloss, dessen Überreste im Jahr darauf erneut von holländischen Walfängern niedergebrannt wurden. Nach dem Tod von König Friedrich IV. im selben Jahr beschloss sein Nachfolger Christian VI. die vollständige Abwicklung des Kolonieprojekts, ließ es den Kolonisten jedoch frei, in Grönland zu bleiben. Hans Egede und seine Familie sowie eine Handvoll Walfänger machten von dem Recht Gebrauch.
1733 begann auch die Herrnhuter Brüdergemeine in Grönland tätig zu werden und in direkter Nachbarschaft zu Hans Egede zu missionieren. Die Herrnhuter Mission war zahlenmäßig deutlich erfolgreicher als Hans Egedes, weil dieser sehr zurückhaltend taufte. Im selben Jahr fiel ein Großteil der in der Gegend lebenden Inuit – laut Hans Egede 170 von 200 Familien – einer aus Europa eingeschleppten Pockenepidemie zum Opfer. Nachdem auch seine Frau Gertrud Rask gestorben war, kehrte Hans Egede 1736 nach Dänemark zurück.
Christian VI. ließ sich derweil von der Sinnhaftigkeit der Kolonisierung Grönlands überzeugen und genehmigte dem Kaufmann Jacob Severin 1734 die Übernahme des Handels. Dieser gründete im selben Jahr die Kolonie Christianshaab in Qasigiannguit. Sie lag in der Diskobucht, in der die Holländer äußerst erfolgreich Walfang betrieben. Die Konkurrenz entwickelte sich rasch zu einem Konflikt, bei dem Dänemark den Niederlanden verbieten wollte, weiter mit der Bevölkerung Tauschhandel zu betreiben. Der Streit eskalierte 1739, als es zu einem kleinen Seegefecht in der Diskobucht kam, das die Dänen gewinnen konnten. Zur Ausweitung der Aktitiväten wurden 1741 die Kolonie Jakobshavn in Ilulissat und die Loge Claushavn in Ilimanaq gegründet sowie in Südgrönland im Jahr darauf die Kolonie Frederikshaab in Paamiut.
1750 wurde Jacob Severins Handelsmonopol an Det Almindelige Handelskompagni übergeben, die fortan mit dem Handel in Grönland beauftragt wurde. Die Kompanie setzte auf eine weitere Ausweitung der Handelsaktivitäten in Grönland, um die Erträge effektivieren zu können und somit mit den wirtschaftlich überlegenen holländischen Walfängern konkurrieren zu können. Innerhalb weniger Jahre wurden weitere Kolonien und andere Handelsstützpunkte errichtet: 1754 wurde die Loge Fiskenæsset in Qeqertarsuatsiaat errichtet, 1755 die Kolonie Ritenbenk in Saqqaq (1781 nach Appat versetzt) und die Kolonie Sukkertoppen in Kangaamiut (1781 nach Maniitsoq versetzt), 1756 die Kolonie Holsteinsborg in Ukiivik (1764 nach Sisimiut versetzt), 1758 die Kolonie Nordsuack (Nuussuaq) (1763 nach Uummannaq versetzt), 1759 die Kolonie Egedesminde in Illuerunnerit (1763 nach Aasiaat versetzt), 1772 die Kolonie Upernavik, 1773 die Loge Godhavn in Qeqertarsuaq und 1774 die Kolonie Julianehaab in Qaqortoq. Damit waren alle westgrönländischen Kolonien gegründet.
Die wirtschaftliche Lage blieb aufgrund des den erfahrenen Holländern gegenüber erfolglosen Walfangs problematisch, wodurch die Handelskompanie sich mehr darauf konzentrierte, die Grönländer Robben fangen zu lassen und dann mit ihnen zu handeln. 1774 wurde Den Kongelige Grønlandske Handel (KGH) gegründet, der fortan alleinig mit dem Kolonialhandel in Grönland beauftragt wurde, während die zuvorige Kompanie für alle dänischen Kolonien zuständig gewesen war.

## Entwicklung kolonialer Strukturen (1782 bis 1845)
Der KGH schuf 1782 die Instruksen, die mit einem Regelwerk den Ablauf des Kolonieunternehmens definierte. Das Land wurde in zwei Inspektorate eingeteilt: Nordgrönland und Südgrönland, auf die die an der grönländischen Westküste liegenden Kolonien aufgeteilt wurden. Beide Inspektorate wurden einem Inspektor unterstellt, der den Kolonialverwaltern der jeweiligen Kolonien übergestellt war. Zeitgleich nahm die holländische und englische Präsenz in Grönland ab, wovon der dänische Walfang jedoch nicht profitieren konnte. Es gelang ihnen trotz zahlreicher Versuche nie, einen florierenden Walfang in Grönland aufzubauen und Anfang des 19. Jahrhunderts konzentrierte sich der KGH gänzlich auf den Robbenfang. 1787 wurde in Eqaluk der erste Udsted errichtet. Die Udsteder dienten als Handelsplatz für die umliegenden Wohnplätze, um die Wege in die weit entfernten Kolonieorte zu verringern. Dadurch wuchsen die Handelsstrukturen stark an, was zu einer noch größeren Organisation und Effektivierung des Kolonialhandels führte, der dem KGH wirtschaftliche Überschüsse verschaffte und das Kolonieprojekt so endlich rentabel machte.
1807 brach der Kanonenbootkrieg zwischen England und Dänemark aus, der ein Teil der Napoleonischen Kriege war. Dadurch brach die Versorgung Grönlands ab und zudem hatte England verboten, Waren aus Grönland nach Dänemark zu bringen. Der größte Teil der Handels- und Missionsangestellten kehrte nach Europa zurück und brachte das Kolonialunternehmen in eine große Versorgungskrise, die durch schlechte Jagderträge und Epidemien verschlimmert wurde. In der Folge musste die Kolonie Upernavik ebenso wie zahlreiche Udsteder sogar zeitweise aufgegeben werden. Die Situation entspannte sich nach acht Krisenjahren erst im Jahr 1814 mit dem Kieler Frieden, bei dem Dänemark-Norwegen aufgelöst wurde, wobei Grönland an Dänemark fiel.
Nach dem Krieg wurden zahlreiche neue Udsteder gegründet. In ihnen wurden Udstedsverwalter und Katecheten eingesetzt, die meist Blandinger waren, die rasant wachsende Bevölkerungsgruppe, die aus den Verbindungen europäischer Kolonialangestellter und grönländischer Frauen hervorging. Sie sprachen meist sowohl Grönländisch als auch Dänisch und waren ein unschätzbar wichtiges Bindeglied zwischen den Kolonisten und den Einheimischen. Anfang bis Mitte des 19. Jahrhunderts waren zudem nahezu alle Westgrönländer getauft und gehörten entweder der dänischen Mission oder der Herrnhuter Brüdergemeine an, die nach der ersten Missionsstation Neu-Herrnhut in Noorliit bei Nuuk ihr Unternehmen ausgeweitet hatten, indem sie 1758 die Missionsstation Lichtenfels in Akunnaat gründeten, 1774 Lichtenau in Alluitsoq und 1824 Friedrichsthal in Narsarmijit, wobei letztere der Missionierung Hunderter aus dem unkolonialisierten Südostgrönland zuwandernder Grönländer diente.

## Umbruchsphase (1845 bis 1905)
Die Mitte des 19. Jahrhunderts wurde zu einem Wendepunkt in der grönländischen Geschichte, als die Debatte aufkam, dass Grönland und dessen Bevölkerung kulturell weiterentwickelt werden sollten. Die Grönländer, die bisher – abgesehen vom bilateralen Handel mit den lokalen Kolonialangestellten sowie dem Christentum – relativ unbeeinflusst ihrem traditionellen Leben nachgehen konnten, sollten plötzlich selbst eine aktivere Rolle einnehmen. 1845 wurden in Nuuk und Ilulissat zwei Seminare eröffnet (siehe Grønlands Seminarium), an denen Grönländer zu Katecheten ausgebildet werden sollen, ebenso wurden einige Jungen und Mädchen nach Dänemark geschickt, um sich zu Handwerkern und Hebammen ausbilden zu lassen. Das Seminarium in Ilulissat schloss 1875 wieder, während das in Nuuk zahlreiche bedeutende Persönlichkeiten der grönländischen Geschichte hervorbringen sollte.
Diese Phase hatte Vor- und Nachteile. Durch die zunehmende Europäisierung der grönländischen Bevölkerung begannen sich die traditionellen Sozialstrukturen aufzulösen, was zu wirtschaftlichen Problemen in vielen Familien führte, die sich nicht mehr richtig mit der Jagd versorgen konnten und abhängig von den europäischen Handelswaren geworden war, was auch zu finanziellen Problemen beim KGH führte. In den späten 1850er Jahren wurden somit die ersten Forstanderskaber eingeführt, Räte in jedem der Koloniedistrikte, die erstmals ein Mitbestimmungsrecht für die Grönländer boten und unter anderem für die Rechtsprechung und für die Sozialversorgung der Bevölkerung zuständig war, indem der finanzielle Überschuss verteilt wurde und erfolgreiche Jäger mit Boni belohnt und motiviert wurden.
1861 schuf Inspektor Hinrich Johannes Rink, der schon für die Einführung der Forstanderskaber verantwortlich war, die Zeitung Atuagagdliutit. Sie wurde mehr und mehr zu einem Debattenforum und entwickelte zusammen mit der wachsenden Aufgeklärtheit durch die Bildungsmaßnahmen und dem Recht auf Mitbestimmung ab dem späten 19. Jahrhundert erstmals ein Nationalgefühl bei den Grönländern, die bisher kaum ein Verständnis für Ereignisse außerhalb der eigenen lokalen Gemeinschaft hatten.
Ab 1876 wurde die Westküste bis auf 74° 30′ nördlicher Breite auf Initiative der Dänischen Kommission zur geologischen und geografischen Untersuchung Grönlands detailliert erforscht. Finanziert wurden die Forschungen durch den dänischen Staat. Die Melville-Bucht nördlich dieser Küstenstrecke untersuchte 1894 Eivind Astrup, sowie noch intensiver Ludvig Mylius-Erichsen und Harald Moltke 1903/04. Die Gegend nördlich von Kap York (76° n. Br.) wurde hauptsächlich durch eine Reihe britischer und amerikanischer Expeditionen unter John Ross, Edward Inglefield, Isaac Israel Hayes, Charles Francis Hall, George Nares, Adolphus Greely und vor allem durch Robert Edwin Peary bekannt, der 1901 das nördliche Ende Grönlands erreichte.
Die Ostküste bis auf 66° nördlicher Breite erforschten 1883 Adolf Erik Nordenskiöld, 1883 bis 1885 die Dänen Thomas Vilhelm Garde und Gustav Frederik Holm sowie später verschiedene andere Expeditionen. Die Strecke bis auf 70° n. Br. wurde 1898 bis 1900 durch den Dänen Georg Carl Amdrup kartiert. Das von William Scoresby 1822 entdeckte Fjordsystem des nach ihm benannten Scoresbysund untersuchten 1891/1892 der Däne Carl Hartvig Ryder, 1899 der Schwede Alfred Gabriel Nathorst (bis auf 72° n. Br.) sowie im Jahr 1900 der Däne Nikolaj Hartz.
Das große System der Buchten Kong Oscar Fjord und Kejser Franz Joseph Fjord wurde 1899 untersucht und kartiert durch Nathorst. Die Strecke vom Kaiser-Franz-Joseph-Fjord zum Kap Bismarck (77°) erforschte hauptsächlich die deutsche Expedition von 1869 bis 1870 unter Carl Koldewey, der den Kaiser-Franz-Joseph-Fjord entdeckt hatte. 1905 gelang es dem Belgier Adrian de Gerlache erstmals mit einem Schiff bis auf 78° nördliche Breite vorzudringen. Vollständig untersucht wurde dieser Küstenabschnitt bei einer dänischen Expedition von 1906 bis 1908 unter Ludvig Mylius-Erichsen. Die Forschungen erstreckten sich so weit, dass sie die Nordspitze Grönlands erreichten und in das Gebiet auf der Westseite vordrangen, die schon von Robert Edwin Peary besucht worden waren.

## Neuordnung (1905 bis 1940)
Die Herrnhuter hatten Grönland im Jahr 1900 verlassen und ihre Gemeindeangehörigen der dänischen Mission übertragen, da alle Grönländer getauft waren und sie ihre Aufgabe somit als erfüllt ansahen. 1905 wurde durch das Kirchen- und Schulgesetz auch von dänischer Seite das Missionsgebiet offiziell in die dänische Volkskirche eingegliedert und die Missionsdistrikte in Kirchengemeinden umgewandelt. Zugleich war jedoch 1894 die Missionierung der Tunumiit in Ostgrönland begonnen worden und 1909 die Missionierung der Inughuit in Nordwestgrönland.
Aufgrund des sinkenden Marktinteresses für Robbentran durch die zunehmende Nutzung mineralischer Brennstoffe begann der KGH Ende des 19. Jahrhunderts wieder Handelsdefizite zu machen. Nachdem die Idee einer Privatisierung und der Einführung des Freihandels in Grönland bereits in der Mitte des 19. Jahrhunderts aufgekommen war, setzte sich der Journalist und Grönländforscher Ludvig Mylius-Erichsen ab 1905 erneut für eine Liberalisierung des Handels ein. Zudem wurden die Forstanderskaber als nicht ausreichend für die grönländische Mitbestimmung angesehen. Mylius-Erichsens Vorschlag wurde abgelehnt, aber die Debatte führte 1906 zur Bildung einer Untersuchungskommission und kulminierte in einer administrativen Neuordnung. 1911 wurden die Kolonialdistrikte in Gemeinden unterteilt, deren Hauptorte die Udsteder waren, und in jeder Gemeinde ein Gemeinderat eingeführt. Zugleich wurden die Forstanderskaber durch Grønlands Landsråd abgelöst, ein beratendes Parlament mit eingeschränkter Entscheidungsgewalt, das zweigeteilt für Nord- und Südgrönland zuständig war. Handel und Verwaltung wurden getrennt, fortan war Grønlands Styrelse für die Administration zuständig. 1925 wurde bei einer weiteren Reform das Amt des Inspektors in Nord- und Südgrönland durch den Landsfoged abgelöst. Zudem wurde in den Kolonialdistrikten ein Sysselrat als Zwischenstufe zwischen Gemeinderat und Landesrat eingeführt, der somit dieselben Gebiete abdeckte wie die alten Forstanderskaber.
Im Zuge der zunehmenden wirtschaftlichen Probleme begann sich die Wirtschaftsstruktur zu wandeln und der Fokus wandelte sich ab dem ersten Viertel des 20. Jahrhunderts vom Robbenfang zur Fischerei. Dies führte zu großen Veränderungen in der Sozialstruktur, da Frauen nun erstmals mit Arbeit Geld verdienten. Zudem wandelten sich die Siedlungsstrukturen. Während Robbenfänger möglichst über ein großes Gebiet verteilt leben mussten und häufig umzogen, um dort jagen zu können, wo es die besten Erträge gab, verlangte die Fischerei eine stärkere Zentralisierung um die Kolonieorte herum. Daneben entstand in Südgrönland in dieser Zeit die Landwirtschaft als weiterer Wirtschaftszweig. Nachdem bereits seit Mitte des 19. Jahrhunderts Kryolith in Ivittuut abgebaut worden war, intensivierte sich im 20. Jahrhundert der Bergbau in Grönland; besonders bedeutend war dabei der Kohleabbau in Qullissat.
1921 erklärte Dänemark seine Oberhoheit über Grönland. Auf norwegischer Seite behauptete man, dass gemäß dem Frieden von Kiel die dänische Hoheit nur für die wirtschaftlich erschlossenen Gebiete in Westgrönland gelte. Norwegen erhielt die dänische Erlaubnis in Ostgrönland zu fischen und wissenschaftliche Stationen zu errichten, während von dänischer Seite aus 1925 Ittoqqortoormiit gegründet wurde, um die Ansprüche in Ostgrönland zu festigen. 1931 okkupierten norwegische Fischer mit dem Wohlwollen ihrer Regierung das unbewohnte Eirik Raudes Land in Nordostgrönland und kurz darauf Fridtjof Nansens Land in Südostgrönland. Der Ständige Internationale Gerichtshof in Den Haag entschied 1933, dass ganz Grönland zu Dänemark gehörte, womit die Territorialansprüche geklärt waren.

## Zweiter Weltkrieg und Dekolonisierung (1940 bis 1953)

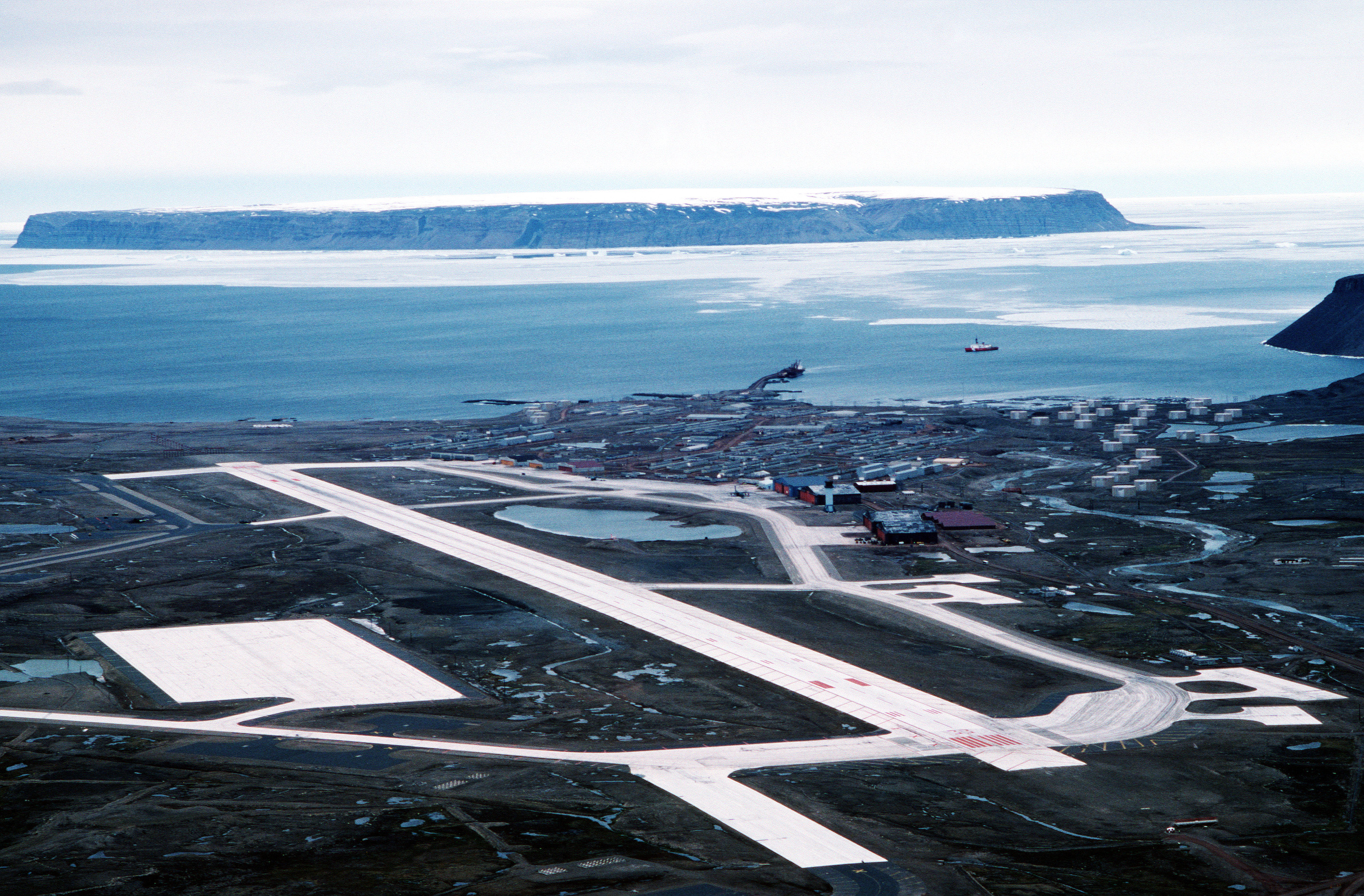
Die Thule Air Base (1989)

Im Zweiten Weltkrieg wurde Dänemark am 9. April 1940 im Rahmen der Operation Weserübung von der Wehrmacht besetzt und blieb bis zum Kriegsende unter deutscher Besatzung. Grönland war von diesem Zeitpunkt an allerdings durch die britische Seevormacht von Dänemark abgeschnitten. Die Landsfogeder übernahmen die Staatsgewalt und gemeinsam mit den beiden Landesräten stimmten sie einer Versorgung durch die Vereinigten Staaten zu. Einen Tag nach der deutschen Besetzung erklärte der dänische Gesandte in den Vereinigten Staaten Henrik Kauffmann, dass er keine Weisungen aus dem deutsch besetzten Kopenhagen mehr entgegennehmen werde, und erklärte sich zum alleinigen Vertreter der dänischen Interessen für Grönland. Am 9. April 1941 ging er mit den USA einen Vertrag ein, der die Errichtung von US-amerikanischen Basen in Grönland genehmigte. Daraufhin diente Grönland vor allem als Basis für atlantiküberwachende Flugzeuge auf der Suche nach deutschen U-Booten und wurde als Basis und Auftankstation für eigene Seemissionen benutzt. 1941 wurde die spätere Sirius-Schlittenpatrouille gegründet, um deutsche Versuche, Wetterstationen der Wehrmacht in der Arktis zu errichten, zu verhindern.
Durch die Kriegssituation waren Nord- und Südgrönland gemeinsam verwaltet worden, was gegenüber der bisherigen Zweiteilung als Fortschritt gesehen wurde. Zudem hatte die Lage dazu geführt, dass die Landesräte schlagartig deutlich mehr Mitspracherecht bekommen hatten. Zudem war durch die USA der Lebensstandard der grönländischen Bevölkerung erhöht worden. Nach dem Ende des Kriegs entstand eine Aufbruchsstimmung, um die Entwicklung Grönlands mit neuen Reformen voranzubringen. Auf Druck der Vereinten Nationen wurde auch Grönlands Status als Kolonie hinterfragt. 1950 schloss die Grønlandskommission ihre Arbeit ab und legte einen Bericht über die Lage in Grönland und kommende Entwicklungen ab. In der Folge wurden im selben Jahr die Verwaltungsstrukturen in Grönland geändert. Beide Landesteile wurden vereinigt, die Kolonialdistrikte abgeschafft und durch neue Gemeinden ersetzt, womit es fortan nur noch einen Landesrat und 16 Gemeinderäte gab. Der Landsfoged wurde durch einen Landshøvding ersetzt. Zudem verlor der KGH das Handelsmonopol über Grönland und das Land wurde für den Freihandel geöffnet. Am 5. Juni 1953 wurde Grönland schließlich offiziell dekolonisiert und ein gleichwertiger Teil Dänemarks, der zudem zwei Sitze im Folketing erhielt.

## Postkolonialzeit (1953 bis 1979)
Nach Kriegsende blieben die USA in Grönland präsent und bauten Anfang der 1950er Jahre einige ihrer Militärstationen zu größeren Luftstützpunkten aus, vor allem die Thule Air Base in Nordwestgrönland, was dazu führte, dass die Bewohner von Uummannaq (Dundas) 1953 zwangsumgesiedelt wurden, was als Thulesagen bekannt wurde, und jahrzehntelange juristische Streitigkeiten auslöste, die erst 1999 mit einer Entschuldigung von Staatsminister Poul Nyrup Rasmussen beigelegt wurden. Grönland spielte im Kalten Krieg eine zentrale Rolle, da das Land auf halber Strecke über den Nordpol zwischen den USA und der Sowjetunion lag. Nordgrönland und Ostgrönland wurden erst 1961 in die übrige Kommunalstruktur eingegliedert.
Nach der Dekolonisierung setzte Dänemark alles daran, Grönland zu einem Landesteil auszubauen, der über denselben Lebensstandard wie der Rest des Landes verfügte. Die Bedeutung dieses Vorhabens zeigte sich alleine in der Gründung eines eigenen Grönlandministeriums im Jahr 1955. Bereits 1950 war Grønlands Tekniske Organisation gegründet worden, um moderne Häuser und Infrastruktur wie Straßen, Häfen, Kraftwerke, Krankenhäuser und Schulen in den Städten errichten zu können. Besonders die Gesundheitsversorgung verbesserte sich rasant und innerhalb weniger Jahre wurde Tuberkulose so gut wie ausgerottet, was durch die schlagartig abgesunkene Sterberate vor allem in den 1960er Jahren zu einer Bevölkerungsexplosion führte. Zwischen 1950 und 1970 verdoppelte sich die Einwohnerzahl von rund 23.000 auf 46.000 Menschen. Zugleich verzehnfachte sich die Zahl an Dänen in Grönland, die in Verwaltungsberufen oder als Handwerker arbeiten, da der grönländischen Bevölkerung meist die nötigen Qualifikationen fehlten. Auch andersrum wuchs die Verbindung nach Dänemark. Hunderte Kinder wurden für ein Jahr nach Dänemark in Internate und Pflegefamilien geschickt, um die dänische Sprache und Kultur zu erlernen. Auch in Grönland wurde Dänisch in den Schulen gegenüber Grönländisch bevorzugt, unter anderem weil die dänischen Lehrer kein Grönländisch sprachen. Das Ziel war es, eine grönländische Bildungselite aufzubauen, die selbst Rollen in der grönländischen Verwaltung übernehmen können sollten. Als sinnbildlich gilt die als Eksperimentet bekannt gewordene Episode, als 1951 22 grönländische Kinder nach Dänemark zwangsadoptiert wurden, damit sie geprägt von dänischer Kultur später führende Rollen in der grönländischen Gesellschaft einnehmen konnten. Das Experiment scheiterte, die Kinder litten ihr Leben lang unter psychischen Problemen und starben später jung oder begingen Selbstmord. Erst 2020 entschuldigte sich Staatsministerin Mette Frederiksen bei den sechs noch lebenden Kindern von damals. Im Mai 2022 wurde bekannt, dass die dänischen Gesundheitsbehörden in den Jahren 1966 bis 1975 vielen gebärfähigen Grönländerinnen, darunter zahlreichen Minderjährigen, Hormonspiralen gegen ihren Willen implantieren ließen, um die Geburtenzahlen zu reduzieren.
Die Politik, die aus den beiden Kommissionsuntersuchungen der 1950er und 1960er Jahre hervorging, wird als G50- bzw. G60-Politik bezeichnet. Die durch den Umschwung auf die Fischerei ab den 1930er Jahren entstandene Tendenz, dass die kleinen Wohnplätze langsam verschwanden, beschleunigte sich in den 1950er und 1960er Jahren stark und führte zu einer von der Politik aktiv geförderten raschen Urbanisierung und der Aufgabe Dutzender Wohnplätze. In den Städten wurden Wohnblocks wie der Blok P errichtet. Die explosionsartige Modernisierung Grönlands begann in den 1960er Jahren deutliche Nebenwirkungen zu zeigen. Soziale Probleme, Alkoholabhängigkeit, Kriminalität und Selbstmorde verbreiteten sich, was mit der plötzlichen Kulturentfremdung der traditionellem fischerei- und jagdbasierten Dorfgemeinschaften hin zu einer industrialisierten Stadtbevölkerung in großen Teilen Grönlands begründet wird.
Im Nachhinein wird die postkoloniale Periode in Grönland als eigentliche Einführung des Kolonialismus in Grönland gesehen, da durch die erzwungene Modernisierung die traditionelle grönländische Kultur in vielen Bereichen verschwand. Dänemark sah seine postkoloniale Verantwortung nicht in der Anerkennung des Grönländischen, sondern in der Anerkennung Grönlands als etwas Dänisches, und meinte, dass die Gleichstellung der grönländischen und dänischen Bevölkerung und des grönländischen und dänischen Lebensstandards die Lösung wäre. Dies zeigt sich unter anderem in der Tatsache, dass von dänischer Seite aus Grönland häufig als „Norddänemark“ (im Vergleich zum Mutterland „Süddanemark“) und die Grönländer dementsprechend wider Willen als „Norddänen“ bezeichnet wurde. Im radikal verwestlichten Grönland begann sich eine Opposition zu bilden, die die bestehende von Dänemark aus gesteuerte Politik kritisierte und forderte, dass Grönländer über grönländische Angelegenheiten entscheiden müssen. Viele sahen die grönländische Kultur und Sprache akut bedroht, wodurch der Wunsch nach grönländischer Autonomie oder Unabhängigkeit aufkam. Führend in dieser Debatte war vor allem eine junge in Dänemark ausgebildete Bildungselite, die in den folgenden Jahren politisch aktiv wurde und wichtige Rollen in der grönländischen Politik einnahm, als bedeutendste gelten Jonathan Motzfeldt, Lars-Emil Johansen und Moses Olsen. 1970 wurde bei der Holsteinsborgkonferencen in Sisimiut ein grönländischeres Grönland diskutiert. Der Erfolg der gegen die bestehende Politik singenden Rockband Sumé von Per Berthelsen und Malik Høegh im Jahr 1973 wurde zum Sinnbild einer Kulturrevolution. Im selben Jahr trat Dänemark und damit auch Grönland der Europäischen Wirtschaftsgemeinschaft bei, was wegen der Fischereipolitik zu großem Widerstand in Grönland führte. Dies beförderte den Wunsch nach Autonomie noch mehr, sodass 1973 die Pläne für eine solche mit der Gründung des Hjemmestyreudvalg offiziell begannen. Diesem folgte die Hjemmestyrekommission im Oktober 1975, die die Rahmenbedingungen einer grönländischen Hjemmestyre ausarbeiten sollte. Auf den Färöern bestand eine solche bereits seit 1948. 1978 schloss die Kommission ihre Arbeit ab. Grönland sollte ein Parlament (als Ersatz für den Landesrat) und eine eigene Regierung bekommen und Stück für Stück Regierungsressorts von Dänemark übernehmen. Dänemark konnte durchsetzen, dass der grönländische Boden bei Dänemark verblieb, wodurch Dänemark de facto die grönländischen Rohstoffe besaß. Im November 1978 wurde die Hjemmestyre von dänischer Seite aus ratifiziert und im Januar 1979 auch in Grönland. Am 1. Mai 1979 wurde sie eingeführt und Grönland wurde autonom.

## Hjemmestyre (1979 bis 2009)
Im Zuge der Autonomie wurde 1979 erstmals das Inatsisartut gewählt, aus dessen Reihen dann das Naalakkersuisut gebildet wurde. Kurz zuvor hatten sich die ersten Parteien gebildet. Der Siumut gehörten unter anderem Jonathan Motzfeldt, Lars-Emil Johansen und Moses Olsen an, die entscheidend für die Einführung der Hjemmestyre gearbeitet hatten, während die konservative Atassut für die Zusammenarbeit mit Dänemark stand. Die kommunistische Inuit Ataqatigiit, die die vollständige Unabhängigkeit forderte, verpasste den Parlamentseinzug. Erster Regierungschef wurde 1979 Jonathan Motzfeldt.
Aufgrund der Zugehörigkeit zu Dänemark war Grönland weiterhin Mitglied der Europäischen Wirtschaftsgemeinschaft. Das hatte zur Folge, dass europäische Hochseeflotten in den Gewässern Grönlands fischen und europäische Konzerne auf Grönland nach Bodenschätzen suchen konnten. Am 23. Februar 1982 gab es ein Referendum über den Austritt aus der Europäischen Wirtschaftsgemeinschaft, das angenommen und am 1. Januar 1985 vollzogen wurde.
1986 wurde der KGH, der bis 1950 das Handelsmonopol innegehabt hatte, aufgelöst und in eine Reihe Staatsunternehmen umgewandelt. Im Jahr darauf wurde auch die GTO verstaatlicht und in Nuna-Tek umbenannt. In der Folge wurde das Grönlandministerium von Dänemark aufgelöst. Grönland begann mehr und mehr eine Wirtschaft aufzubauen, die eine Selbstfinanzierung möglich machte, da Dänemark sich verpflichtet hatte, mit dem Bloktilskud („Blockzuschuss“) große Teile des grönländischen Haushalts zu bezahlen. Der Fischereiboom des 20. Jahrhunderts war jedoch spätestens in den 1970er Jahren abgeebbt. Dies führte in den späten 1980er Jahren zu einer Finanzkrise, die in einer wirtschaftlichen Neuausrichtung auf die Garnelenfischerei resultierte. 1990 wurde zudem das aus Kolonialzeiten übriggebliebene Einheitspreissystem abgeschafft, demzufolge Waren, Strom etc. in ganz Grönland dasselbe kosteten. Von da an war es deutlich teurer in den Dörfern zu leben, was eine weitere Zentralisierung und Urbanisierung und damit die Aufgabe weiterer Dörfer mit sich führte.
1991 wurde Lars-Emil Johansen Regierungschef, bevor Jonathan Motzfeldt das Amt 1997 erneut übernahm. Die sozialen Probleme in Grönland, die ab den 1960er Jahren aufkamen, verstärkten sich jedoch in den 1980er und 1990er Jahren. Alkoholmissbrauch und Gewaltkriminalität waren weiterhin typisch für die grönländische Gesellschaft. Neben der zunehmenden Urbanisierung, weil viele nach einer abgeschlossenen Ausbildung in den Städten nicht in die Dörfer zurückkehrten, trat aus demselben Grund auch ein Brain Drain ein, da viele Junge nach Dänemark zogen, um sich dort ausbilden zu lassen, und dann dort blieben.
2002 wurde Hans Enoksen neuer Regierungschef. Drei Jahre zuvor war nach zwanzig Jahren Hjemmestyre der Wunsch nach noch mehr Autonomie aufgekommen. Die Amtszeit von Hans Enoksen war von den Vorbereitungen einer solchen geprägt, erst durch eine grönländische Kommission, dann ab 2004 durch die dänisch-grönländische Selvstyrekommission. Sie beendete 2008 ihre Arbeit und 2009 erhielt Grönland die Selvstyre (deutsch „Selbstverwaltung“). Damit wurde Grönländisch alleinige Amtssprache in Grönland, die grönländische Bevölkerung wurde als ein Volk anerkannt, Grönland erhielt endlich das Recht am eigenen Untergrund und zudem wurde zugesichert, dass im Rahmen eines grönländischen Referendums jederzeit die vollständige Unabhängigkeit Grönlands von Dänemark beschlossen werden konnte.

## Selvstyre (seit 2009)
2009 übernahm mit Kuupik Kleist von der Inuit Ataqatigiit erstmals ein Politiker die Regierungsmacht, der nicht der Siumut angehörte. Nach vier Jahren Selvstyre gab es 2013 erneut einen Regierungswechsel und Aleqa Hammond von der Siumut übernahm erneut die Regierung. Da Grönland nun selbst über seine Bodenschätze entscheiden durfte, konnte die Siumut die Wähler mit einem Plan über einen intensiven Bergbau zur Stärkung der Wirtschaft überzeugen. Nach einem Steuergeldskandal trat Aleqa Hammond 2014 zurück und Kim Kielsen übernahm die Regierungsgeschäfte für die Siumut.
Die 2010er Jahre waren national von der Debatte um die vollständige Unabhängigkeit Grönlands, soziale Probleme und die wirtschaftliche Grundlage, Fischereiquoten und Bergbau, sowie von internationalen Investitionsgroßprojekten geprägt. Gegen den Bergbau bildete sich hingegen ein umweltpolitischer Widerstand, der 2021 in einem Regierungswechsel mündete, als Múte B. Egede von der Inuit Ataqatigiit das Amt des Regierungschefs von Kim Kielsen übernahm, nachdem die Partei versprochen hatte, in Südgrönland kein Uran und Seltene Erden abzubauen, was internationale Beachtung auslöste.
Auch nach dem Ende des Kalten Kriegs verblieben die USA in Grönland, auch wenn sie ihre militärische Präsenz zurückfuhren. Während in den 1990er Jahren mehrere Militärstützpunkte zivilisiert wurden, wird die Thule Air Base bis heute von den USA betrieben. In den 2010er Jahren wurde Grönlands Rolle und die der restlichen Arktis in der globalen Machtpolitik wieder deutlicher, was 2019 darin resultierte, dass US-Präsident Donald Trump offiziell in Dänemark ein Kaufangebot für Grönland abgab, was in Grönland, Dänemark und international für Entrüstung sorgte. Nach seiner Wiederwahl bekräftigte Trump im Dezember 2024 erneut Ansprüche der Vereinigten Staaten auf Grönland und schloss militärische und wirtschaftliche Zwangsmittel nicht aus. 